# Граф Дуку
Граф Дуку, известен още със ситското си название Дарт Тиранъс, е герой от сагата „Междузвездни войни“. Той бива изигран от актьора Кристофър Лий.

## История

### Първоначални години
Дуку първоначално е джедай от Ордена в Републиката. Приятел е с известния джедай Сайфо-Диас, който поръчва клонираната армия. Дуку е и учител на джедая Куай-Гон Джин. По-късно, обаче, поради корупцията в Галактическата република, както и недоверието му в джедайския съвет, той напуска ордена. Тогава той бива изпратен в изгнание на родната си планета, като възвръща някогашната си титла на граф.
След известно време той бива открит от ситския учител Сидиъс (Шив Палпатин) и приема ситско обучение, вярвайки, че ситите могат да променят Републиката към по-добро. Тогава променя цвета на меча си на червен и не след дълго става тъмен лорд и учител. Във втори епизод от сагата той изтрива планетата Камино , в която се създават войници, клогинги на наемния убиец Джанго Фет, от архините на джедаите.
В сериала от 2008 г. „Войната на клонираните“ графът има няколко ученици, сред коите са могъщите Савадж Опрес и Асадж Вентрес.

### Битка на Джеонозис
В края на „Клонираните атакуват“ Дуку е в съюз с Търговската федерация срещу джедаите и Републиката. С това започва войната в Галактиката. След кръвожадната битка на съператитските дроиди срещу клонираните и джедаите, графът се оттегля, но бива хванат от Оби-Уан Кеноби и ученикът му Анакин Скайуокър. Започват битка помежду си, в която ситът показва невероятни умения във владеенето на силата и пускането на електричество чрез ръцете си. Също така той не е по-зле с въртенето на меча. Успява да победи двамата джедаи, като Кеноби остава с рани в ръката и крака, а Анакин губи дясната си ръка.
Малко след това се появява мъдрият учител Йода. Двамата с Дуку, които са учител и ученик, премерват сили в пускането на електричество и преместването на предмети чрез телекинеза. Накрая битката се прехвърля към мечовете им, но графът хвърля голяма колона към падналите джедаи. Йода ги спасява, като отхвърля настрани колоната, но Дуку се възползва от това и излита надалеч с кораба си.

### Смърт
В началото на трети епизод графът отвлича Палпатин, но джедаите Оби-Уан Кеноби и Анакин Скайуокър идват да го спасят. Започва битка със светлинни мечове. Ситът бързо успява да отстрани Кеноби, като го избутва надалеч. Анакин обаче, вече по-силен и могъщ, успява да отреже ръцете на Дуку. Хванал своя и неговия меч и насърчаван от Палпатин, той му отрязва главата.

## Меч
Светлинният му меч е с нестандартно извита дръжка, но това му помага в стила на битка. Цветът на меча е стандартен за сит, а именно червен.

## Изигран от
Той бива изигран от Кристофър Лий, който умира през 2015 г.